# Суви Лукавац
Суви Лукавац (алб. Llukac i Thatë) је насеље у општини Исток на Косову и Метохији, Србија.

## Демографија
Према попису из 2011. године већинско становништво су били Египћани.
Број становника на пописима:
- попис становништва 1948. године: 271
- попис становништва 1953. године: 286
- попис становништва 1961. године: 320
- попис становништва 1971. године: 301
- попис становништва 1981. године: 335
- попис становништва 1991. године: 367